# Gorzyczki (województwo śląskie)

Nieoficjalny herb wsi Gorzyczki

Gorzyczki (niem. Klein Gorschütz) – wieś w Polsce położona w województwie śląskim, w powiecie wodzisławskim, w gminie Gorzyce, przy granicy z Czechami około 10 kilometrów na południe od Wodzisławia Śląskiego.

## Położenie
Gorzyczki leżą na Górnym Śląsku na historycznej ziemi wodzisławskiej w pobliżu wsi Gorzyce, Łaziska, Uchylsko i Wierzniowice. Miejscowość położona jest około 10 km na południe od Wodzisławia Śląskiego, przy granicy polsko-czeskiej.
W Gorzyczkach autostrada A1 (Gdańsk–Gorzyczki) przekracza granicę Polski i łączy się z czeską autostradą D1 prowadzącą w kierunku Ostrawy, Brna i Pragi. W miejscowości zlokalizowany jest również ostatni/pierwszy węzeł autostradowy autostrady A1. Przy węźle działają stacje benzynowe. W pobliżu wsi istnieją tereny strefy gospodarczej.

## Historia
Historia miejscowości ściśle wiąże się z dziejami Wodzisławia Śląskiego i ziemi wodzisławskiej. Gorzyczki są dość dużą wsią i liczą obecnie około 2000 mieszkańców. W roku 1866 na terenie wsi, w pobliżu granicy z Czechami, miała miejsce bitwa pod Gorzyczkami. W okresie międzywojennym w miejscowości stacjonowała placówka Straży Granicznej I linii „Gorzyczki”. Podczas II wojny światowej funkcjonował tu niemiecki Polenlager nr 169. W latach 1975–1998 miejscowość administracyjnie należała do województwa katowickiego. Do 21 grudnia 2007 r. w miejscowości funkcjonowało Przejście graniczne Gorzyczki-Věřňovice, które na mocy Układu z Schengen zostało zlikwidowane.
W latach 1903–1918 na terenie Gorzyczek powstała patronacka kolonia robotnicza (rejon dzisiejszych ul. Leśnej i ul. Kopalnianej).
Na terenie sołectwa swoją siedzibę ma Powiatowy Dom Dziecka oraz Ochotnicza Straż Pożarna Gorzyczki. Od 2002 roku działa tu Ludowy Klub Sportowy Strzelec Gorzyczki. 
Wieś należy do Parafii św. Anioła Stróża w Gorzycach.

## Turystyka
Przez miejscowość przebiega międzynarodowa trasa rowerowa EuroVelo 4 (Szlak Europy Centralnej) – w Polsce wyznakowana jako R-4, obecnie od granicy polsko-czeskiej do Krakowa. Trasa ta ma w gminie wspólny przebieg z czerwoną trasą rowerową nr 24, tzw. Pętlą rowerową Euroregionu Śląsk Cieszyński. Przez miejscowość przebiega także żółta trasa rowerowa nr 316, tzw. trasa rowerowa powiatu wodzisławskiego.

## Osoby związane z Gorzyczkami
- Teresa Glenc – posłanka na Sejm RP VIII i IX kadencji
- Jan Piprek – polski działacz narodowy, germanista, docent Uniwersytetu Wrocławskiego, współautor Wielkiego słownika niemiecko-polskiego.